# Jasmine Directory
Jasmine Directory é um diretório web editado manualmente e parcialmente comercial fornecendo sites web classificados por tópico e região. Criado em 2009 por dois estudantes, este diretório oferece uma escala de treze categorias baseadas no tópico e uma categoria baseada na região, com recursos selecionados manualmente e revisados para seus usuários. Jasmine Directory também possui um blog onde os usuários podem encontrar uma lista dos principais diretórios web, dicas de marketing para pequenas empresas e informações sobre a história dos computadores.
Os editores do Jasmine Directory adicionam manualmente recursos ao índice (90% dos anúncios no Jasmine Directory foram adicionados manualmente, de acordo com o co-fundador Robert Gomboș); os proprietários de sites também podem sugerir seus sites para revisão, pagando uma taxa, no entanto, a inclusão não é garantida se os recursos sugeridos não cumprem as diretrizes editoriais. Devido à discrição editorial envolvida no processo de listagem, os motores de busca vêem listas em "diretórios de qualidade" como citações valiosas. Os proprietários de sites relatam que enviar seus sites para diretórios web pode ser um procedimento que vale a pena.

## Histórico
Fundada em 2006 e lançada em 2009 na Universidade de Tecnologia e Economia de Budapeste pelos alunos Pécsi András e Robert Gomboș, o projeto foi desenvolvido utilizando um código de núcleo criado pela TOLRA Micro Systems Limited. Atualmente, Jasmine Directory é de propriedade da GnetAds, que está sediada em Valley Cottage, New York.

## Estrutura
Jasmine Directory é relativamente rico em conteúdo. O diretório tem um total de 10.901 sites organizados em 14 categorias. O conteúdo do diretório é específico no assunto. Algumas das categorias em Jasmine Directory são: Artes e Humanidades, Business e Finanças, Computadores e Tecnologia, Saúde e Fitness, Casa e Jardim e Internet e marketing. Outras categorias são Crianças e Adolescentes, Tempo Livre e Viagem, Notícias e Política, Gente e Sociedade, Recreação e Esportes, Regional, Ciência e Referência e Compras e Comércio Eletrônico. Jasmine Directory fornece sub-categorias para as categorias primárias que são organizadas alfabeticamente também.

## Revisões
Em 2013 e 2014, o Jasmine Directory foi avaliado por Ken Anderson – proprietário e operador do Magic City Morning Star – em seu "Top Ten Web Directories", onde cada diretório é revisado trimestralmente. Ele também classificou Jasmine Directory em cinco áreas-chave: estética (8/10), tamanho (9/20), intuitividade (19/20), qualidade (22/25) e utilidade (22/25). Ann Smarty – comerciante de pesquisa e colunista em Entrepreneur – menciona Jasmine Directory como fornecendo uma "experiência de usuário valiosa".
Moz atribuiu a Jasmine Directory uma autoridade de domínio de 60/100, uma autoridade de página de 67/100, um MozRank de 6,81 e um MozTrust de 6,64. Seu fluxo majestoso da confiança é 59, quando o fluxo da citação é 49. Até maio de 2017, sua classificação de tráfego Alexa é 20.763.